# Vladimír Petříček
Vladimír Petříček (ur. 17 czerwca 1948 w Libišu) – czeski wioślarz reprezentujący Czechosłowację, dwukrotny medalista olimpijski i brązowy medalista mistrzostw świata.

## Kariera
Wystąpił na igrzyskach olimpijskich w Monachium w 1972, gdzie zdobył dwa medale. W dwójkach ze sternikiem osada Czechosłowacji w składzie: Oldřich Svojanovský, Pavel Svojanovský i Vladimír Petříček (sternik) zdobyła srebrny medal, plasując się 2,32 sekundy za osadą NRD i o 1,79 sekundy przed Rumunią. Na tej samej imprezie startował też w czwórkach ze sternikiem, wspólnie z Otakarem Marečkiem, Karelem Neffe, Vladimírem Jánošem i Františkiem Provazníkiem zajmując trzecie miejsce. W wyścigu finałowym o 3,79 sekundy wyprzedziła ich osada RFN, a o 2,34 sekundy szybsza była osada NRD. Brał też udział w igrzyskach olimpijskich w Montrealu w 1976, gdzie w czwórkach ze sternikiem zajął czwarte miejsce. Walkę o brązowy medal Czechosłowacy przegrali z reprezentantami RFN o 0,19 sekundy.
Razem z Pavlem Svojanovským i Oldřichem Svojanovským zajął także trzecie miejsce w dwójkach ze sternikiem na mistrzostwach świata w Lucernie (1974).
Ponadto zdobył również złoty medal w dwójkach ze sternikiem na mistrzostwach Europy w Klagenfurcie (1969) oraz brązowy w czwórkach ze sternikiem na mistrzostwach Europy w Moskwie (1973).
Po zakończeniu kariery pod koniec lat 70. pracował jako prawnik w Centralnym Komitecie Czeskiej Federacji Wioślarskiej, był także trenerem.